# بلاغ‌باشی (شهرستان لیلک)
بلاغ‌باشی (به لاتین: Bulak-Bashy) یک منطقهٔ مسکونی در قرقیزستان است که در شهرستان لیلک واقع شده‌است. بلاغ‌باشی ۱٬۶۱۲ نفر جمعیت دارد.